# 거창도서관
거창도서관은 경상남도 거창군 소재의 도서관이다.

## 연혁
- 1984년 5월 10일 거창군립도서관 설치조례 공포
- 1984년 10월 23일 거창군립도서관 개관
- 1986년 9월 12일 어린이 자료실 개관
- 1991년 3월 26일 거창도서관으로 명칭 변경(조례 제 2037호)
- 1993년 1월 16일 도서관 증축
- 2002년 7월 디지털 자료실 개실
- 2008년 3월 20일 어린이 자료실(아이누리 도서관)개관
- 2009년 9월 15일 본관 재개관

## 시설현황
본관
- 2층: 일반열람실, 시청각실, 관장실/행정실, 서고
- 1층: 디지털자료실, 종합자료실

별관
- 2층: 어린이평생학습실
- 1층: 어린이자료실

## 이용 안내
이용 시간
- 종합자료실, 어린이자료실, 디지털자료실: 화~토요일 09:00-18:00 / 일요일 09:00-17:00
- 일반열람실: 월요일 09:00~18:00 / 화~일요일 09:00~22:00

휴관일
- 매주 월요일
- 국가 지정 공휴일
- 기타 관장이 공고한 날